# Huta (rejon drohobycki)
Huta (ukr. Гута) – wieś w rejonie drohobyckim obwodu lwowskiego.